# إخطار تحويل الأموال
إخطار التحويل أو إشعار التحويل هي رسالة يرسلها العميل (المشتري) إلى المورد لإبلاغ المورد بأن فاتورته قد تم دفعها. إذا كان العميل يدفع عن طريق الشيكات، غالبًا ما يصاحب إخطار التحويل الشيك. قد يتكون الإخطار من خطاب حرفي (على سبيل المثال، "لمن يهمه الأمر: تم استلام شحنتك من 10 في حالة جيدة؛ ويرافق ذلك تحويلنا بمبلغ 52.47 دولارًا لكل فاتورة رقم 83046") أو قسيمة مرفقة بالجانب أو أعلى الشيك.
إن إشعارات التحويل ليست إلزامية، ولكن يُنظر إليها على أنها مجاملة لأنها تساعد قسم الحسابات المدينة على مطابقة الفواتير مع المدفوعات. وبالتالي يجب أن يحدد إخطار التحويل أرقام الفاتورة التي يتم الدفع بها.
في البلدان التي لا تزال تستخدم فيها الشيكات، تم تصميم معظم فواتير الشركات بحيث يُعيد العملاء جزءًا من الفاتورة، يُسمى بإخطار التحويل، مع الدفع. في البلدان التي يكون فيها التحويل الإلكتروني هو طريقة الدفع السائدة، تكون الفواتير مصحوبة بشكل عام بنماذج أوامر تحويل مصرفي قياسية والتي تتضمن حقلًا حيث الفاتورة أو يمكن ترميز رقم العميل، عادةً بطريقة يمكن قراءتها بواسطة الكمبيوتر. يملأ الدافع تفاصيل حسابه ويسلم الاستمارة إلى الموظف الكاتب يدوياً أو يرسلها بالبريد، ثم يقوم بتحويل الأموال.
يجب على الموظف الذي يفتح البريد الوارد أن يقارن في البداية مبلغ النقد المستلم مع المبلغ الموضح في إشعار التحويل. إذا لم يرد العميل إشعار تحويل، يقوم الموظف بإعداد واحدة. مثل شريط آلة تسجيل النقد، يعمل إخطار التحويل كمثابة سجل للنقود التي تم استلامها في البداية.
غالبًا ما تقوم الأنظمة الحديثة بمسح إخطار تحويل الورق إلى نظام كمبيوتر حيث سيتم إدخال البيانات. يمكن أن تتضمن الإخطارات الحديثة للتحويلات عشرات أو مئات أرقام الفواتير ومعلومات أخرى.
يمكن أن يكون إخطار التحويل معقد للغاية، خاصة في المجالات المتخصصة مثل مدفوعات التأمين الطبي.